# Grand Blanc (Michigan)
Grand Blanc – miasto w Stanach Zjednoczonych, w stanie Michigan, w hrabstwie Genesee. Położone na południowy wschód od miasta Flint, stanowi jego przedmieście. W 2010 roku zamieszkane było przez 8276 mieszkańców.
Podczas II wojny światowej, w latach 1942–1945 w mieście funkcjonowała fabryka zbrojeniowa, której działalność skupiała się na produkcji czołgów M4 Sherman i M26 Pershing oraz niszczycieli czołgów M10 Wolverine i M36 Jackson. Był to wówczas drugi pod względem wielkości producent broni pancernej w kraju; zakład łącznie opuściły 19 034 pojazdy. Fabryka, zbudowana wkrótce po przystąpieniu Stanów Zjednoczonych do wojny, stanowiła własność rządową, a jej prowadzenie powierzono spółce Fisher Body, należącej do koncernu motoryzacyjnego General Motors. Produkcję zbrojeniową reaktywowano w latach 1951–1955 (wojna koreańska); wyprodukowano tu wówczas 4200 czołgów M48 Patton. Po zakończeniu wojny fabryka kontynuowała działalność jako zakład metalurgiczny koncernu General Motors, zamknięty w 2013 roku.